# Villar-Loubière
Villar-Loubière település Franciaországban, Hautes-Alpes megyében. Lakosainak száma 31 fő (2022. január 1.). Villar-Loubière La Chapelle-en-Valgaudémar, Saint-Maurice-en-Valgodemard és Valjouffrey községekkel határos.

## Népesség
A település népessége az elmúlt években az alábbi módon változott:
| Lakosok száma | 95   | 74   | 59   | 52   | 45   | 42   | 41   | 42   | 38   | 31   |
|               | 1968 | 1982 | 1990 | 2006 | 2013 | 2015 | 2017 | 2019 | 2020 | 2022 |